# Autoportrait au tableau « Baigneuses à la vache rouge »
Autoportrait au tableau « Baigneuses à la vache rouge » est un tableau réalisé par le peintre français Émile Bernard vers 1889. De format vertical, cette huile sur toile est un autoportrait dans lequel l'artiste se figure en buste devant ses Baigneuses à la vache rouge, une idylle peinte la même année. Comme elles, l'œuvre est conservée au musée d'Orsay, à Paris. Elle a été achetée via Christie's en 2019.
La peinture reproduit en fait le reflet du miroir dont Bernard se sert, ce dont témoigne l'inversion de la composition derrière lui. Cette même inversion se constate dans un autre portrait où le peintre se figure devant le même tableau : l'Autoportrait de 1890 à présent au musée des Beaux-Arts de Brest, à Brest, dans le Finistère. Il y montre son autre profil.

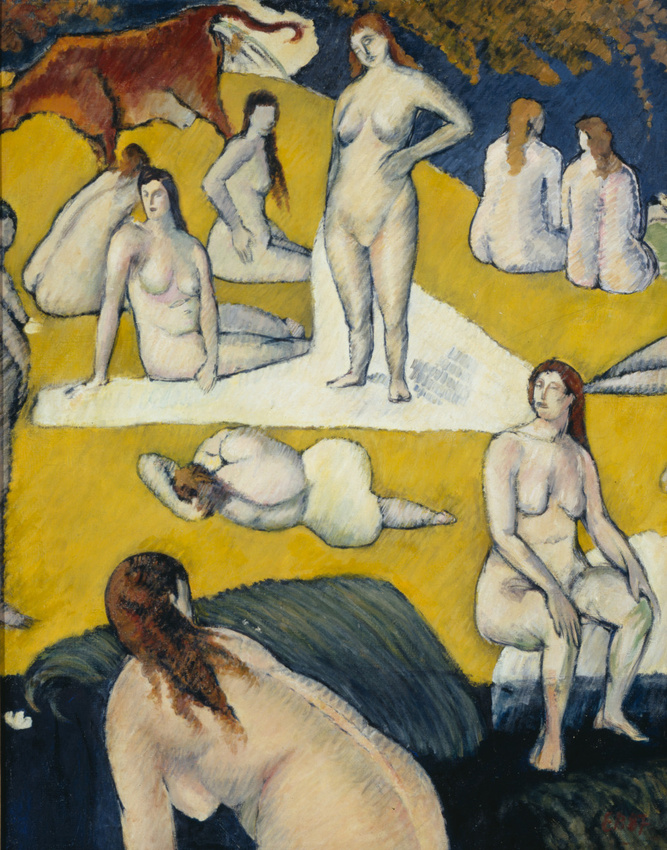
Baigneuses à la vache rouge, 1889 – Musée d'Orsay, Paris.
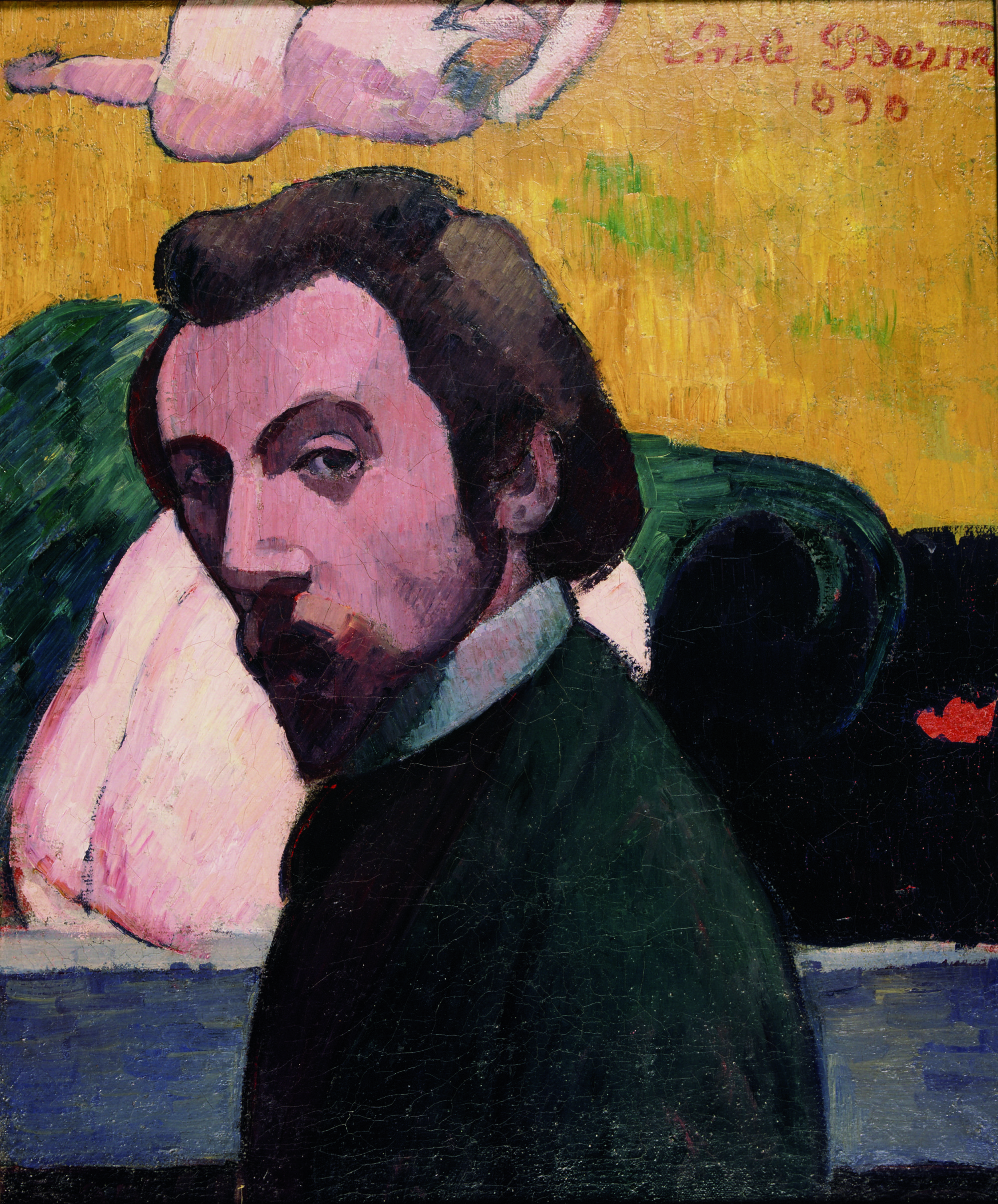
Autoportrait, 1890 – Musée des Beaux-Arts de Brest, Brest.